# Água-furtada
Água-furtada é uma parte do telhado constituída por uma aresta inclinada delimitada pelo encontro de duas águas que formam um ângulo reentrante, ou seja, é para onde convergem as águas que caem sobre o telhado. Por este motivo, também é conhecida por calha ou "rincão".
Por definir o limite inferior do telhado, também é usada para designar o espaço que o próprio telhado delimita, ou seja, o sótão, especialmente se este for desprovido de janelas.
Também são denominadas de águas-furtadas os pontos de encontro das mansardas e o telhado, e por este motivo, muitas vezes, as próprias mansardas são também chamadas de água-furtada.